# Adoretus alocopygus
Adoretus alocopygus är en skalbaggsart som beskrevs av Ohaus 1914. Adoretus alocopygus ingår i släktet Adoretus och familjen Rutelidae. Inga underarter finns listade i Catalogue of Life.